# Kloster Les Rosiers
Das  Kloster Les Rosiers war von 1241 bis 1791 zuerst eine Abtei der Zisterzienserinnen, ab 1389 ein Priorat der Zisterzienser in Séchault, Kanton Attigny, Arrondissement Vouziers, Département Ardennes in Frankreich.

## Geschichte
Südlich Monthois (zwischen den Dörfern Challerange und Séchault, am Bach Alin), unweit des Zisterzienserklosters Chéry, stiftete Balduin von Autry das Nonnenkloster Notre-Dame des Rosiers (auch: Roziers oder Rozières, von französisch roseau „Schilfrohr“), das zuerst mit Schwestern der Benediktinerinnenabtei Avenay besiedelt wurde und nachweislich ab 1241 zisterziensische Abtei war. 1244 gründete der Konvent bei Reims, wo er ein Haus besaß, das Kloster Clairmarais. 1389 wurde die Abtei durch ein Mönchskloster ersetzt, das als Priorat des Klosters Clairvaux bis zu seiner Auflösung durch die Französische Revolution bestand. Die noch verbliebenen gotischen Gebäudereste, darunter das 47 Meter lange Kirchenschiff, werden als „Schloss Roziers“ (Wohngebäude) privat genutzt und stehen seit 1956 unter Denkmalschutz.

### Handbuchliteratur
- Laurent Henri Cottineau: Répertoire topo-bibliographique des abbayes et prieurés. Bd. 2. Protat, Mâcon 1939–1970. Nachdruck: Brepols, Turnhout 1995. Spalte 2537.
- Bernard Peugniez: Le Guide Routier de l’Europe Cistercienne. Editions du Signe, Straßburg 2012, S. 120.
- Gereon Christoph Maria Becking: Zisterzienserklöster in Europa. Kartensammlung, Lukas Verlag Berlin 2000, ISBN 3-931836-44-4, Blatt 53 D.